# Georgina Abela
Georgina Abela (* 23. April 1959) ist eine maltesische Sängerin und Komponistin.

## Leben und Wirken
Sie nahm als Sängerin zusammen mit Paul Giordimaina beim Eurovision Song Contest 1991 in Rom teil und erreichte mit der Ballade Could it Be den sechsten Platz. Auch bei späteren Contests beteiligte sie sich jeweils am maltesischen Beitrag.
Seit dem 2. Oktober 1986 ist sie mit dem Komponisten und Orchestrator Paul Abela verheiratet, der einige Lieder für Georgina schrieb, darunter auch Could it Be.
Ferner war sie als Sängerin in Musikclubs in ganz Malta und als Musicaldarstellerin bekannt.

## Eurovision Song Contests
| Jahr | Titel                                   | Platzierung |
| ---- | --------------------------------------- | ----------- |
| 1991 | Could it Be (Sängerin)                  | 6.          |
| 1992 | Little Child (Komponistin)              | 3.          |
| 1996 | In a Woman’s Heart (Backgroundsängerin) | 10.         |
| 2001 | Another Summer Night (Liedtexterin)     | 9.          |